# Rosa DeLauro
Rosa Luisa DeLauro, née le 2 mars 1943 à New Haven, est une femme politique américaine, représentante démocrate du Connecticut à la Chambre des représentants des États-Unis depuis 1991.

## Biographie
Rosa DeLauro est originaire de New Haven dans le Connecticut. Elle obtient un baccalauréat ès arts du Marymount College (en) en 1964 et un master de Columbia en 1966. À la fin des années 1970, elle travaille pour Frank Logue (en) et pour la ville de New Haven, dont il est maire. En 1979, elle dirige la campagne sénatoriale de Chris Dodd. Après l'élection de celui-ci, elle devient sa collaboratrice au Sénat jusqu'en 1987. Elle devient ensuite la directrice exécutive de l'organisation pro-choix Emily's List.
En 1990, elle se présente à la Chambre des représentants des États-Unis dans le 3e district du Connecticut, où le représentant sortant Bruce Morrison (en) est candidat au poste de gouverneur. Elle est considérée comme la favorite de l'élection dans ce district démocrate du centre de l'État. Durant sa campagne, elle s'oppose notamment au conservateur Tom Scott sur la question de l'avortement et de la peine de mort. Elle est élue représentante avec 52 % des voix face au républicain. Depuis, elle est réélue tous les deux ans en rassemblant toujours plus de 63 % des suffrages. Au Congrès, elle s'intéresse en particulier aux questions de sécurité alimentaire et aux droits des femmes.

### Vie privée
Depuis 1978, elle est mariée au sondeur démocrate Stan Greenberg (en).

## Positions politiques
Rosa DeLauro est une démocrate libérale (au sens américain du terme). Elle est l'une des principales opposantes à Barack Obama sur la question de l'accord de partenariat transpacifique.